# Sporobolus palmeri
Sporobolus palmeri är en gräsart som beskrevs av Frank Lamson Scribner. Sporobolus palmeri ingår i släktet droppgräs, och familjen gräs. Inga underarter finns listade i Catalogue of Life.